# Kiryat Shmona
Kiryat Shmona (tiếng Hebrew: קריית שמונה, tiếng Ả Rập: كريات شمونة) là một thành phố Israel. Thành phố thuộc quận Bắc. Thành phố có diện tích 14,228 km2, dân số năm 2009 là 23.100người.
Là một thành phố nằm trong quận Bắc của Israel trên sườn phía tây của thung lũng Hula trên biên giới Liban. Thành phố này được đặt tên cho tám người, trong đó có Joseph Trumpeldor, người đã qua đời vào năm 1920 bảo vệ Tel Hai.
Ngày nay, khoảng một phần ba dân số Kiryat Shmona của 23.100 người là dưới 19 tuổi, và phần lớn các cư dân của nó là người Do Thái, đặc biệt có nguồn gốc Sephardic. Tọa lạc gần biên giới Israel-Liban, Kiryat Shmona là thành phố cực bắc của Israel.